# Laurent Murawiec
Laurent Murawiec, né le 6 juin 1951 à Paris 11e et mort le 7 octobre 2009 à Washington D.C., est un politologue et géopolitologue français d'inspiration néoconservatrice.

## Biographie

### Jeunesse et vie privée
Laurent Murawiec naît le 6 juin 1951 à Paris. Son père, Joseph, est ingénieur-conseil, tandis que sa mère, Betty, née Svertchevski, est responsable d'une maison de la culture. 
Il suit ses études secondaires au lycée Henri-Bergson puis au lycée Honoré-de-Balzac. Une fois le baccalauréat obtenu, il suit des études de philosophie à l'université Panthéon-Sorbonne. Il est alors maoïste.
Il a un enfant d'une première relation. Il se marie en 2004 à l'universitaire Claudia Kinkela, avec laquelle il a une fille.
Il meurt d'un cancer le 7 octobre 2009.

### Parcours professionnel
Une fois ses études de philosophie finies, Murawiec devient journaliste économique en Allemagne. Il occupe ce métier entre 1975 et 1978. Il est ensuite consultant auprès du ministère de la Défense. Il fonde et dirige une société de conseil, GéoPol SA, en Suisse. Il est parallèlement enseignant à l'École des hautes études en sciences sociales entre 1997 et 1999.
Il est membre du mouvement politique de Lyndon LaRouche de 1973 jusqu'au début des années 1990. Il a travaillé dans différents think-tanks aux États-Unis : la RAND Corporation puis le Hudson Institute.

## Prises de positions
Après le 11 septembre 2001, il attire l'attention sur les dangers du financement par l'Arabie saoudite du fondamentalisme religieux islamique et d'organisations terroristes,, Cette prise de position, opposée à celle de la RAND Corporation, l'oblige à la quitter pour rejoindre la Hudson Institute.
Murawiec soutenait la doctrine de la destinée manifeste.
Murawiec pratiquait aussi l'humour et est connu pour son Petit dictionnaire moyen-oriental des idées reçues.

## Ouvrages
- La Guerre au XXIe siècle, Odile Jacob, 2000
- L'Esprit des Nations : cultures et géopolitique, Odile Jacob, 2002
- La Guerre d'après, Albin Michel, 2003
- Princes of Darkness: the Saudi Assault on the West, Laurent Murawiec, Rowman and Littlefield, 2005 (non traduit)
- Aristotle in Cyberspace: Toward a Theory of Information Warfare and The Mind of Jihad, 2005 (non traduit)
- Carl von Clausewitz, De la guerre (édition abrégée), traduction par Laurent Murawiec, collection Tempus, Librairie Académique Perrin, 2006  (ISBN 2-26202-458-8)
- The Mind of Jihad, vol. I, Cambridge University Press, 2008 (non traduit)
- The Mind of Jihad, vol. II, Pandora's Boxes, Hudson Institute (non traduit)